# Jae Crowder
Corey Jae Crowder (Villa Rica, 6 de julho de 1990) é um jogador norte-americano de basquete profissional que atualmente joga no Milwaukee Bucks da National Basketball Association (NBA).
Ele jogou basquete universitário pelo South Georgia Technical College, Howard College e pela Universidade Marquette e foi selecionado pelo Cleveland Cavaliers como a 34º escolha geral no draft da NBA de 2012. Contudo, na mesma noite, foi negociado com o Dallas Mavericks.

## Início de vida e carreira no colegial
Jae nasceu em 6 de julho de 1990, em Villa Rica, Geórgia, filho de Helen Thompson e do jogador de basquete, Corey Crowder. Crowder frequentou a Villa Rica High School, onde atuou como quarterback titular do time de futebol americano e como armador titular do time de basquete. 
Durante as férias de verão, Crowder passava o tempo na Flórida, treinando com seu pai, na época um jogador de basquete profissional com 2 anos de experiência na NBA que estava jogando na Europa. Crescendo, ele era de estatura pequena e acima do peso, pesando quase 90 kg em seu terceiro ano. Eventualmente, ele ligou para seu pai pedindo ajuda para perder peso. Até o final de seu terceiro ano, ele havia crescido para 1,93 m e havia melhorado significativamente sua condição física.

## Carreira universitária
Devido ao crescimento tardio, Crowder não foi procurado por universidades para que pudesse ser recrutado, embora ainda recebesse algumas ofertas do futebol americano. Ele se comprometeu, então, com a South Georgia Tech, uma instituição localizada na pequena cidade de Americus, na Geórgia. No entanto, devido à falta de credenciamento, precisou se transferir para o Howard College na temporada seguinte.

### South Georgia Tech
Em seu único ano pela South Georgia Tech, Crowder os levou para a primeira aparição no Torneio da NJCAA, sob o comando do treinador Steven Wright, com uma campanha de 21 vitórias e 7 derrotas. Ele foi nomeado o melhor atleta do esporte colegial da Geórgia.

### Howard College
Na sua segunda temporada universitária no Howard College em 2010, Crowder não apenas foi nomeado Jogador do Ano da NJCAA, mas também ajudou a equipe a conquistar seu primeiro campeonato da Divisão I da NJCAA. No jogo final, ele registrou 27 pontos e 12 rebotes em uma vitória por 85-80 na prorrogação contra o Three Rivers Community College. Ele teve médias de 18,9 pontos, 9,0 rebotes, 2,5 assistências e 2,4 roubos de bola, enquanto convertia 46,0% dos seus arremessos de quadra e 76,0% da linha de lance livre.

### Marquette
Após sua temporada com o Howard College, Crowder transferiu-se para a Universidade Marquette. Ele teve médias de 11,8 pontos e 6,8 rebotes em sua primeira temporada na universidade. Alguns estatísticos de basquete acreditam que Crowder foi estatisticamente o melhor jogador completo durante a temporada de 2010–11. Em 1º de janeiro de 2011, Crowder registrou sua maior pontuação na carreira com 29 pontos em um jogo contra West Virginia.
Na temporada de 2011-12, Crowder teve médias de 17,5 pontos e 8,4 rebotes. Ele liderou Marquette para o segundo lugar na Big East, bem como sua segunda Sweet 16 consecutiva no Torneio da NCAA. Durante a mesma temporada, ele foi nomeado Jogador do Ano da Big East, além de ser selecionado para a Segunda-Equipe All-American.

## Carreira profissional

### Dallas Mavericks (2012-2014)
Após concluir sua carreira universitária, Crowder decidiu entrar no draft da NBA de 2012, onde estava projetado para ser uma escolha de segunda rodada. Crowder foi escolhido como a 34º escolha geral pelo Cleveland Cavaliers; no entanto, uma troca na noite do draft com os Mavericks o enviou para Dallas, junto com Jared Cunningham e Bernard James em troca de Tyler Zeller e Kelenna Azubuike. Ele foi oficialmente contratado em 20 de julho de 2012.

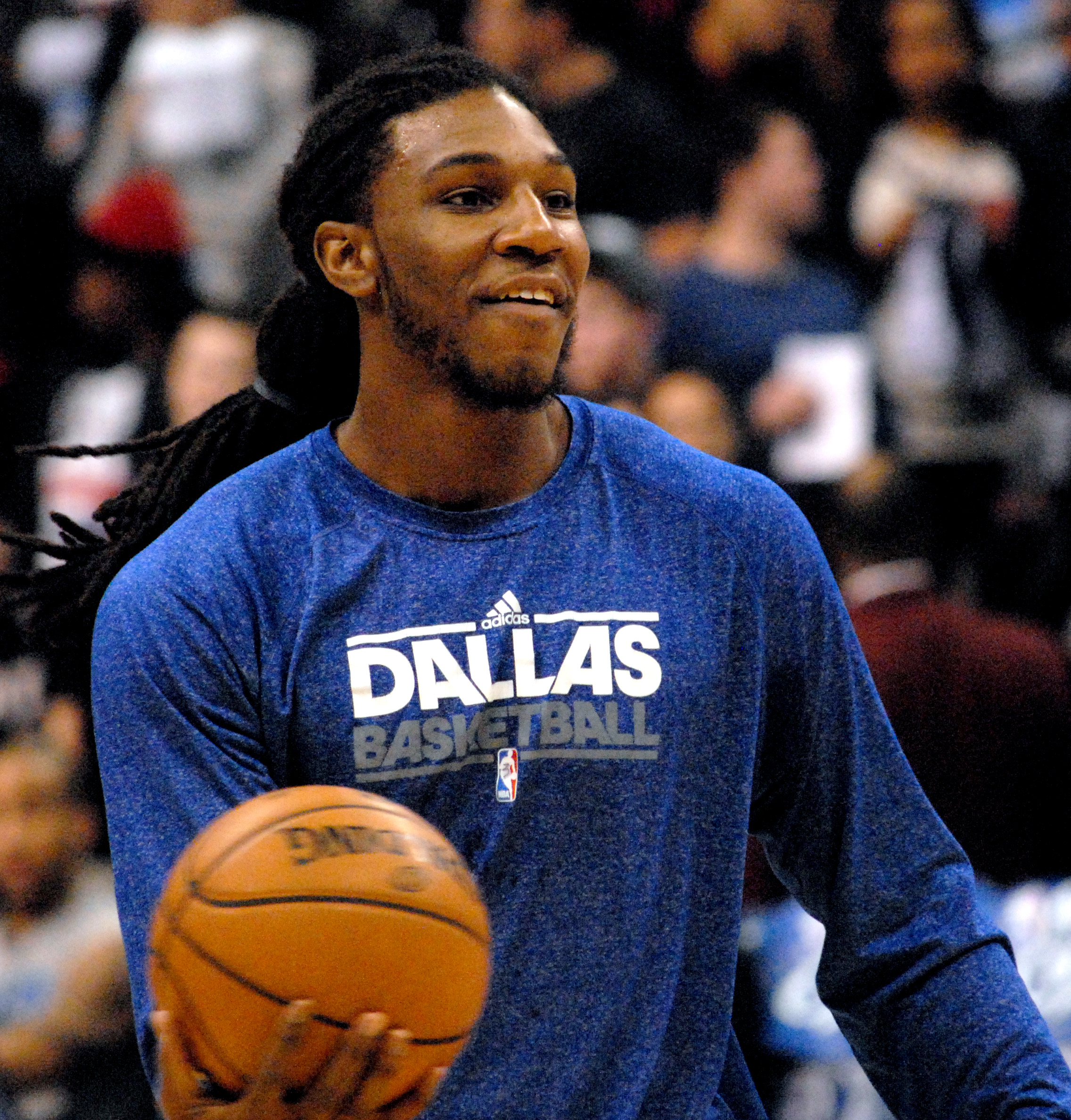
Crowder com o Dallas Mavericks em 2012

Devido à sua boa performance na Summer League, Crowder foi descrito como um dos candidatos a surpreender na Liga. Na ocasião, ele teve médias de 16.6 pontos, 5.4 rebotes, 1.6 assistências, 0.8 tocos e 2.0 roubos de bola, além de 41,7% de aproveitamento nos arremessos de quadra. Suas exibições, repercutiram acerca de seu potencial, sendo visto como um jogador da franquia ou, até mesmo, uma estrela da Liga.
Integrado ao elenco do Dallas Mavericks pelo técnico Rick Carlisle, Crowder fez a sua estreia na franquia texana e na NBA no dia 30 de outubro de 2012, na vitória por 99 a 91 sobre o Los Angeles Lakers, de astros como Dwight Howard, Kobe Bryant, Pau Gasol e Steve Nash. Em quadra por 19 minutos e 30 segundos, anotou 8 pontos e agarrou 3 rebotes. Perdeu minutos em quadra, contudo, após o retorno do astro Dirk Nowitzki, que passou a maior parte da temporada tratando uma artroscopia no joelho. Sua contribuição à equipe vencedora da temporada de 2011 diminuiu ainda mais com a volta do também lesionado Shawn Marion. Incapazes de recuperar Nowitzki à sua melhor condição física, o Mavericks ficou fora dos Playoffs pela primeira vez em 12 anos. Em seu ano de calouro, Crowder participou de 78 dos 82 jogos da equipe na temporada regular, em 16 deles como titular, produzindo médias de 5.0 pontos, 2.4 rebotes e 1.2 assistências em 17.3 minutos. Diante do Miami Heat, em 20 de dezembro de 2012, anotou 15 pontos, seu mais alto score na primeira temporada.
Em 10 de junho de 2014, o Mavericks exerceu sua opção de equipe no contrato de Crowder. Com as adições no meio de temporada dos alas Al-Farouq Aminu e Richard Jefferson, os minutos de Crowder posteriormente caíram para o início da temporada 2014-15, saindo da rotação do técnico Rick Carlisle na quadra de ataque. Em 9 de novembro de 2014, ele marcou um recorde pessoal na temporada regular de 15 pontos em 5 de 6 arremessos em uma derrota por 105-96 para o Miami Heat.￼

### Boston Celtics (2014-2017)

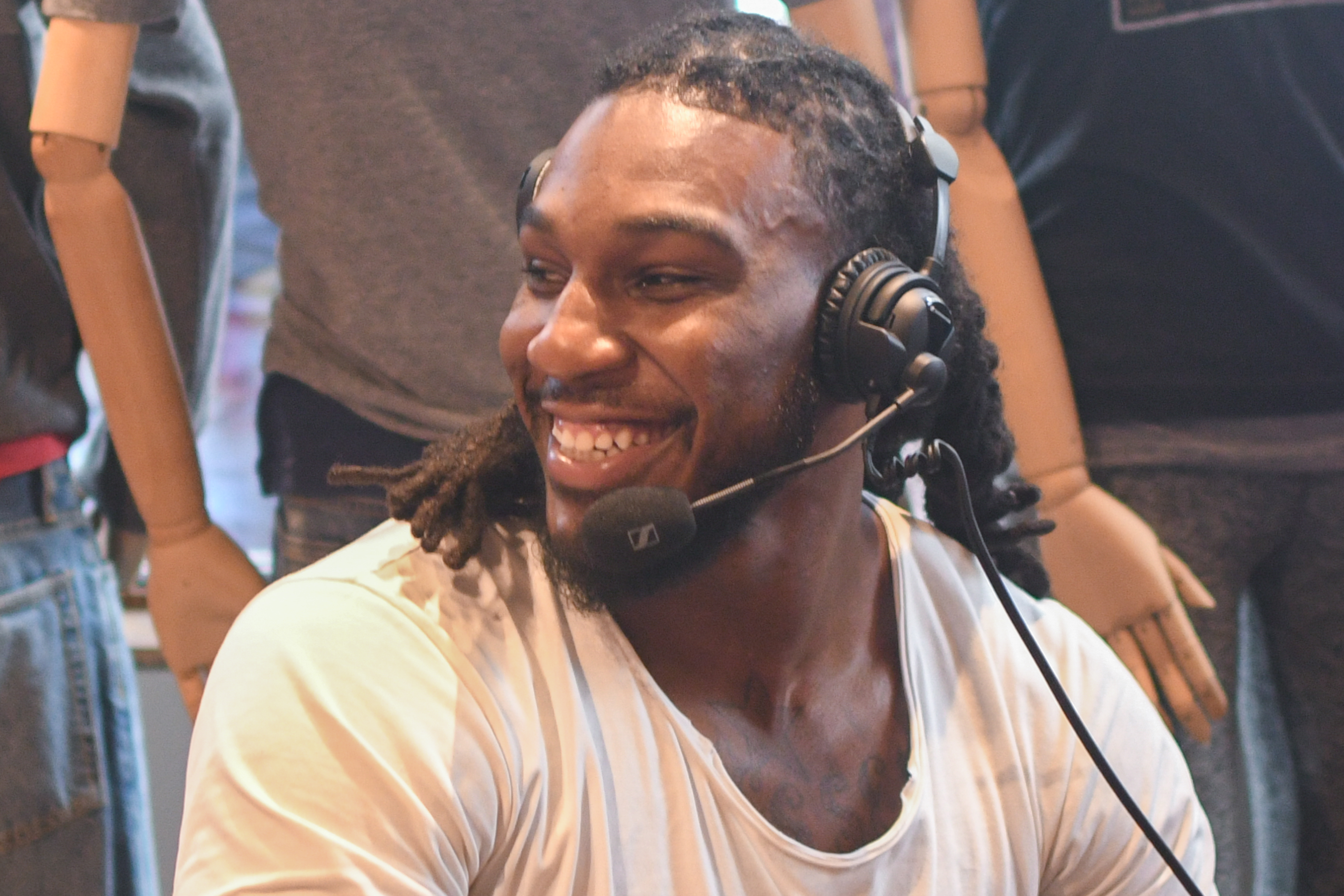
Crowder em 2017.

Em 18 de dezembro de 2014, Crowder foi negociado, junto com Jameer Nelson, Brandan Wright, uma escolha de primeira rodada de 2015, uma escolha de segunda rodada de 2016 e uma exceção de negociação de 12,9 milhões de dólares, para a  Boston Celtics em troca de Rajon Rondo e Dwight Powell. Em 12 de janeiro de 2015, ele marcou 22 pontos, o recorde de sua carreira, na vitória de 108–100 sobre o New Orleans Pelicans. Em 14 de abril de 2015, ele acertou uma bola mesmo desequilibrado e caindo, de dois pontos bem no fundo da ala direita com 0,8 segundos restantes, levando Boston a uma vitória de 95-93 sobre o Toronto Raptors. Depois de obter uma média de apenas 3,6 pontos em 10,6 minutos por jogo com o Dallas no início da temporada 2014-15, Crowder tornou-se um importante para o Celtics na rotação de Brad Stevens, e posteriormente elevou sua média para 9,5 pontos em 24,2 minutos por jogo.
Em 27 de julho de 2015, Crowder assinou novamente com o Celtics para um contrato relatado de cinco anos e 35 milhões de dólares. Em 18 de dezembro de 2015, ele marcou 24 pontos, seu carrer-high, na derrota para o Atlanta Hawks. Ele superou essa marca em 4 de janeiro de 2016, quando pontuou 25 pontos em uma vitória por 103–94 sobre o Brooklyn Nets. Em 13 de janeiro, ele empatou o recorde de sua carreira de 25 pontos em uma vitória por 103–94 sobre o Indiana Pacers. Em 14 de março, ele foi descartado por duas semanas devido a uma entorse de tornozelo direito. Ele voltou à ação em 31 de março contra o Portland Trail Blazers depois de perder oito jogos. Na abertura da temporada do Celtics em 26 de outubro de 2016, Crowder marcou 21 pontos em uma vitória de 122–117 sobre o Brooklyn Nets. Ele apareceu nos primeiros quatro jogos da equipe na temporada, mas depois perdeu oito jogos consecutivos com uma torção no tornozelo esquerdo. Ele voltou à ação em 19 de novembro, marcando nove pontos em uma vitória de 94-92 sobre o Detroit Pistons. Em 17 de março de 2017, ele registrou a maior pontuação da temporada até então com 24 pontos e 12 rebotes em uma vitória por 98–95 sobre o Brooklyn. Em 26 de março de 2017, ele estabeleceu uma nova alta da temporada com 25 pontos em uma vitória por 112–108 durante o Miami Heat. No Jogo 1 da semifinal da Conferência Leste dos Celtics com o Washington Wizards, Crowder registou seu carrer-high da carreira de 24 pontos nos playoffs, ajudando o Celtics a vencer por 123-111.

### Cleveland Cavaliers (2017–2018)

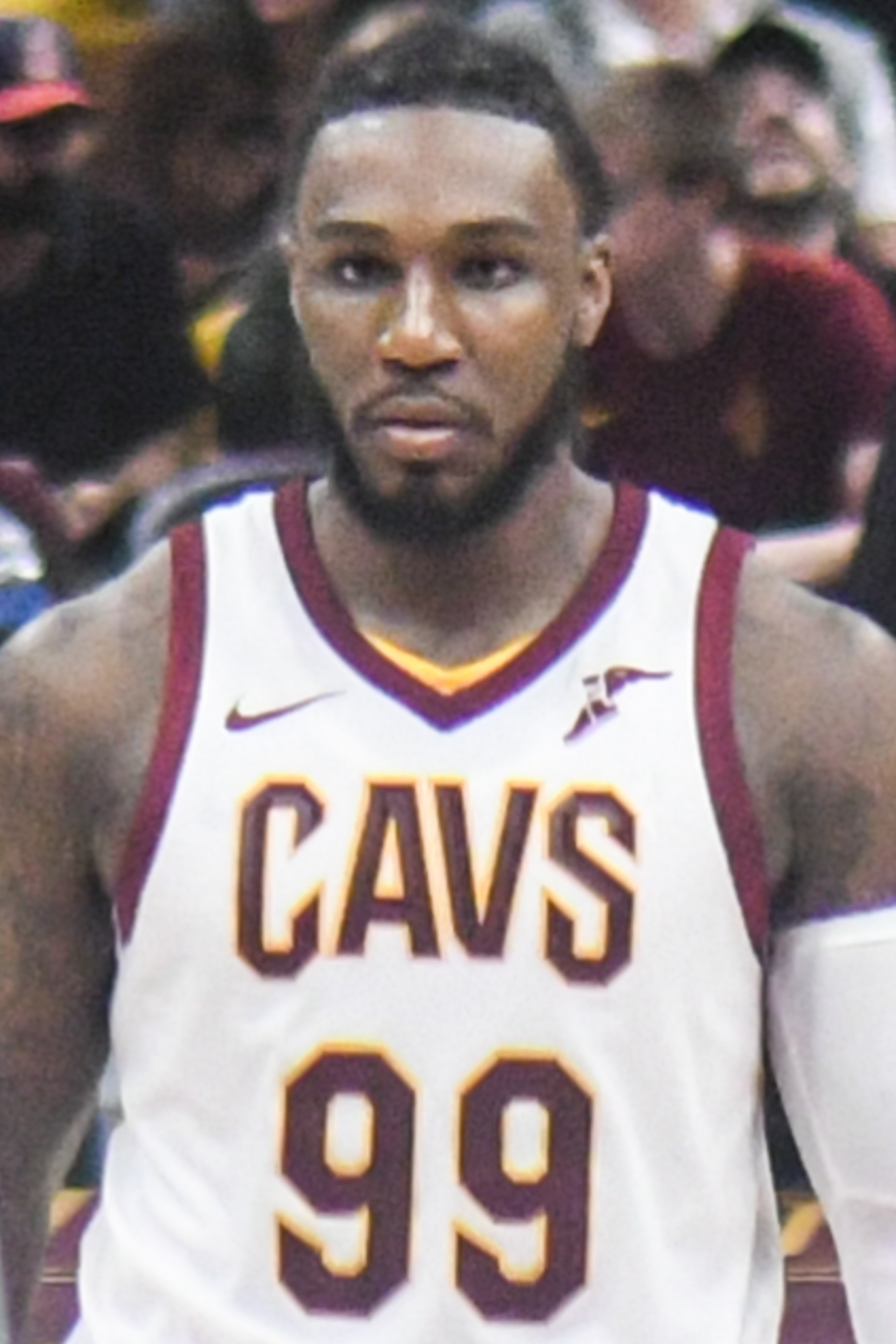
Crowder pelo Cleveland Cavaliers em 2017.

Em 22 de agosto de 2017, Crowder foi negociado, junto com  Isaiah Thomas, Ante Žižić e uma escolha desprotegida no primeiro round do Draft do Brooklyn Nets em 2018, pelo Cleveland Cavaliers em troca de Kyrie Irving. Oito dias depois, os Celtics concordaram em enviar aos Cavaliers uma escolha do draft da segunda rodada de 2020 via Miami Heat para completar a troca. Em 20 de novembro de 2017, Crowder marcou 18 pontos, sua melhor pontuação melhor da temporada, contra o Detroit Pistons.

### Utah Jazz (2018–2019)
Em 8 de fevereiro de 2018, Crowder foi adquirido pelo Utah Jazz em uma troca de três equipes que também envolveu os Cavaliers e o Sacramento Kings. Em sua estreia no Jazz três dias depois, Crowder marcou 15 pontos em uma vitória por 115-96 sobre o Portland Trail Blazers . Em 9 de março de 2018, ele marcou 22 pontos, seu recorde na temporada, em uma vitória de 95–78 sobre o Memphis Grizzlies. No jogo 5 da série de playoffs da primeira rodada do Jazz contra o Oklahoma City Thunder, Crowder marcou o recorde de sua carreira com 27 pontos em uma derrota por 107-99.
Em 1º de janeiro de 2019, Crowder marcou 30 pontos, o carrer-high de sua carreira, em uma derrota de 122-116 para o Toronto Raptors.

### Memphis Grizzlies (2019–2020)
Em 6 de julho de 2019, o Memphis Grizzlies adquiriu Crowder do Jazz como parte de um pacote do Utah para adquirir Mike Conley Jr. Em 27 de outubro, Crowder acertou um game winner com uma bola de três pontos para derrotar o Brooklyn Nets por 134–133 na prorrogação.

### Miami Heat (2020)
Em 6 de fevereiro de 2020, Crowder foi negociado com o Miami Heat em uma troca de 3 equipes. Em Miami, Crowder pode se reencontrar com seu ex-colega de faculdade, Jimmy Butler.
Em 9 de fevereiro, Crowder fez sua estreia no Heat e registrou 18 pontos, onze rebotes, três assistências e duas roubadas de bola na derrota por 115-109 para o Portland Trail Blazers. Nas finais da Conferência Leste de 2020, ele marcou 22 pontos na vitória do Jogo 1 por 117–114 sobre o Boston Celtics. O Heat acabou vencendo a série em seis jogos e avançou para as finais da NBA pela primeira vez desde 2014. Nas finais, Crowder e o Heat perderam em 6 jogos para o Los Angeles Lakers.

### Phoenix Suns (2020–2023)
Em 28 de novembro de 2020, Crowder assinou um contrato de 3 anos e US$ 30 milhões com o Phoenix Suns. Em 23 de dezembro, ele fez sua estreia nos Suns e registrou quatro pontos, nove rebotes e quatro assistências na vitória por 106-102 sobre o Dallas Mavericks.
No Jogo 6 das finais da Conferência Oeste, Crowder marcou 19 pontos em uma vitória decisiva por 130–103 que levou o Phoenix às finais da NBA pela primeira vez desde 1993. Nas finais, ele foi o único jogador de qualquer time com experiência nas finais. Os Suns perderam para o Milwaukee Bucks em seis jogos.
Em 25 de setembro de 2022, Crowder e o Suns concordaram mutuamente em deixar Crowder ficar de fora na temporada de 2022–23 até que o Suns encontrasse um parceiro comercial adequado para ele.

### Milwaukee Bucks (2023–Presente)
Em 9 de fevereiro de 2023, Crowder foi negociado com o Milwaukee Bucks em uma troca de quatro times que também envolveu o Brooklyn Nets e o Indiana Pacers. Em 5 de abril, Crowder marcou 19 pontos e pegou nove rebotes durante sua primeira partida como titular pelos Bucks.
Em 10 de julho de 2023, Crowder renovou com os Bucks. Em 8 de fevereiro de 2024, ele registrou altas na temporada com 21 pontos, oito rebotes e cinco assistências durante uma derrota por 129-105 para o Minnesota Timberwolves.

## Estatísticas da carreira
| Ano      | Equipe    | PJ  | PT  | MPJ  | AP   | 3P   | LL   | RT  | AS  | BR  | TO | PPJ  |
| -------- | --------- | --- | --- | ---- | ---- | ---- | ---- | --- | --- | --- | -- | ---- |
| 2013-14  | Dallas    | 78  | 8   | 16.1 | .439 | .331 | .754 | 2.5 | .8  | .8  | .3 | 4.6  |
| 2014-15  | Dallas    | 25  | 0   | 10.6 | .434 | .342 | .909 | 1.2 | .5  | .6  | .2 | 3.6  |
| 2014-15  | Boston    | 57  | 17  | 24.2 | .418 | .282 | .762 | 4.6 | 1.4 | 1.0 | .4 | 9.5  |
| 2015-16  | Boston    | 73  | 73  | 31.6 | .443 | .336 | .820 | 5.1 | 1.8 | 1.7 | .5 | 14.2 |
| 2016-17  | Boston    | 72  | 72  | 32.4 | .463 | .398 | .811 | 5.8 | 2.2 | 1.0 | .3 | 13.9 |
| 2017-18  | Cleveland | 53  | 47  | 25.4 | .418 | .328 | .848 | 3.3 | 1.1 | .8  | .2 | 8.6  |
| 2017-18  | Utah      | 27  | 0   | 27.6 | .386 | .316 | .768 | 3.8 | 1.5 | .9  | .3 | 11.8 |
| 2018-19  | Utah      | 80  | 11  | 27.1 | .399 | .331 | .721 | 4.8 | 1.7 | .8  | .4 | 11.9 |
| 2019-20  | Memphis   | 45  | 45  | 29.4 | .368 | .293 | .789 | 6.2 | 2.8 | 1.0 | .3 | 9.9  |
| 2019-20  | Miami     | 20  | 8   | 27.7 | .482 | .445 | .733 | 5.4 | 1.8 | 1.3 | .5 | 11.9 |
| 2020–21  | Phoenix   | 60  | 42  | 27.5 | .404 | .389 | .760 | 4.7 | 2.1 | .8  | .5 | 10.1 |
| 2021–22  | Phoenix   | 67  | 67  | 28.1 | .399 | .348 | .789 | 5.3 | 1.9 | 1.4 | .4 | 9.4  |
| 2022–23  | Milwaukee | 18  | 3   | 18.9 | .479 | .436 | .833 | 3.8 | 1.5 | .7  | .3 | 6.9  |
| 2023–24  | Milwaukee | 50  | 25  | 23.1 | .422 | .349 | .722 | 3.2 | 1.3 | .8  | .2 | 6.2  |
| Carreira | Carreira  | 725 | 418 | 24.9 | .425 | .351 | .787 | 4.2 | 1.6 | .9  | .3 | 9.4  |

Playoffs
| Ano      | Equipe    | PJ  | PT | MPJ  | AP   | 3P   | LL    | RT  | AS  | BR  | TO | PPJ  |
| -------- | --------- | --- | -- | ---- | ---- | ---- | ----- | --- | --- | --- | -- | ---- |
| 2014     | Dallas    | 7   | 0  | 11.6 | .444 | .429 | .000  | 1.7 | .3  | .3  | .1 | 2.7  |
| 2015     | Boston    | 4   | 1  | 25.0 | .517 | .300 | .769  | 5.0 | 2.0 | 1.0 | .8 | 10.8 |
| 2016     | Boston    | 6   | 6  | 32.8 | .278 | .244 | .636  | 6.5 | 2.2 | 1.5 | .5 | 9.5  |
| 2017     | Boston    | 18  | 18 | 33.1 | .435 | .352 | .833  | 6.4 | 2.7 | 1.1 | .3 | 13.6 |
| 2018     | Utah      | 11  | 2  | 29.4 | .324 | .333 | .643  | 5.1 | 1.7 | 1.4 | .2 | 10.0 |
| 2019     | Utah      | 5   | 3  | 26.0 | .370 | .300 | .737  | 5.8 | .8  | 1.0 | .0 | 10.0 |
| 2020     | Miami     | 21  | 21 | 31.4 | .403 | .342 | .761  | 5.6 | 1.9 | .7  | .6 | 12.0 |
| 2021     | Phoenix   | 22  | 22 | 33.1 | .413 | .380 | .886  | 6.1 | 1.9 | .9  | .8 | 10.8 |
| 2022     | Phoenix   | 13  | 13 | 29.5 | .400 | .302 | .731  | 4.7 | 2.4 | 1.0 | .5 | 9.4  |
| 2023     | Milwaukee | 4   | 0  | 10.2 | .231 | .000 | .500  | 1.0 | .8  | .5  | .0 | 1.8  |
| 2024     | Milwaukee | 4   | 0  | 10.5 | .250 | .143 | 1.000 | 1.5 | .5  | .0  | .5 | 2.3  |
| Carreira | Carreira  | 115 | 86 | 24.7 | .369 | .284 | .681  | 4.4 | 1.5 | .8  | .3 | 8.4  |

### Universitário
| Ano      | Equipe    | PJ | PT | MPJ  | AP   | 3P   | LL   | RT  | AS  | BR  | TO  | PPJ  |
| -------- | --------- | -- | -- | ---- | ---- | ---- | ---- | --- | --- | --- | --- | ---- |
| 2010–11  | Marquette | 37 | 17 | 27.6 | .485 | .359 | .616 | 6.8 | 1.6 | 1.3 | .9  | 11.8 |
| 2011–12  | Marquette | 35 | 35 | 32.9 | .498 | .345 | .735 | 8.4 | 2.1 | 2.5 | 1.0 | 17.5 |
| Carreira | Carreira  | 72 | 52 | 30.2 | .491 | .352 | .675 | 7.6 | 1.8 | 1.9 | .9  | 14.6 |

Fonte:

## Vida pessoal
O pai de Crowder, Corey, jogou na NBA pelo Utah Jazz e pelo San Antonio Spurs e teve uma carreira profissional de basquete de 14 anos, principalmente jogando na Europa. Crowder tem sete irmãos. Ele se formou em estudos de comunicação no Diederich College of Communication de Marquette.

A mãe de Crowder, Helen Thompson, morreu de câncer em agosto de 2017. Ela morreu na mesma noite em que ele foi negociado do Boston Celtics para o Cleveland Cavaliers. Em sua coletiva de imprensa introdutória em Cleveland, ele disse: "O bom de toda a provação foi que pude sussurrar para minha mãe antes que ela falecesse. Eu estava com ela. Apenas disse a ela: 'Estamos indo para Cleveland .' Cinco minutos depois, ela faleceu."